# ベルリン駐屯司令部
ベルリン駐屯司令部（ベルリンちゅうとんしれいぶ、ドイツ語：Standortkommando Berlin、略称：StOKdo Berlin）は、戦力基盤軍第3防衛管区司令部隷下の旅団級指揮機関でベルリン特別市に駐屯する地域部隊を指揮下におき、ベルリンの防衛警備に責任を負う。1990年10月3日に設立された。

## 任務
ベルリン駐屯司令部の任務と指揮階梯は戦力基盤軍の駐屯司令部に相当する。2007年中頃にベルリン駐屯司令部は防衛管区司令部の下に置かれる防衛地区司令部の一種として取り扱われていた。現在のベルリン駐屯司令部は州司令部と同等の任務を遂行している。管轄範囲は、ほぼかつての「旧」防衛地区司令部と合致する。特徴として、首都にあるためドイツ連邦共和国政府の外交上の儀礼式典および政治的施設に対しての特定任務に対応する。従って、ベルリン駐屯司令部はベルリン市外に駐屯する部隊を有している。

## 歴史
ベルリン駐屯地区司令部は1990年10月3日に第100防衛地区司令部として編成され、ベルリンのトレップトアー・パーク兵営に司令部施設を置いた。初代司令官はウスラー＝グライヒェン陸軍准将（Uslar-Gleichen）であった。ドイツ分割占領の名残で当時の西ベルリンには防衛地区司令部が編成される1990年まで連邦軍部隊は配備されなかった。ベルリンの防衛任務については西部の同盟三カ国軍によって四カ国協定に基づいて達成される。旧東ドイツ側は占領軍条例に基づいてアレクザンダー広場前に「ベルリン市司令本部」を設けていた。新設された駐屯司令部は当初、東部陸軍司令部に直属した。1995年から第4軍団第8防衛管区司令部 / 第13装甲擲弾兵師団隷下となる。その後、1997年に第8防衛管区司令部は解散され、1997年10月1日に第7防衛管区司令部 / 第13装甲擲弾兵師団隷下の防衛地区司令部となる。
1996年10月から2年間、第42装甲旅団 / 第84防衛地区司令部であったが、ベルリンを管轄する第100防衛地区司令部が新設される。ただし、編成完結までの間は一時的に西ブランデンブルク内の防衛任務を担当するポツダムの第84防衛地区司令部が任務を代行した。第100防衛地区司令部は1997年10月1日にベルリン駐屯司令部に改編され、2001年には戦力基盤軍の創設に合わせ再編成され、東部ドイツを担当する第3防衛管区司令部隷下に所属変更される。2006年9月15日にジークブルクの第902防護大隊は解隊される（2002年以降隷属していた）。2007年に全防衛地区司令部が解散され、ベルリン特別市を除く15連邦州ごとに州司令部が新設される。ベルリン駐屯司令部は州司令部と同等の任務を引き継ぐ。

## 編制
- 司令部・補給中隊　ベルリン、シュトルコー (マルク)
- 連邦軍幕僚部軍楽隊　在ベルリン
- 連邦国防省警衛大隊　在ベルリンおよびジークブルク

これ以外に、ベルリンに所在する小規模な文民および軍事機関を隷下に治めている。隷下機関の一例として、駐屯地訓練場、家族福祉センターおよび屋内射撃場などがある。駐屯司令部の管内は州司令部および郡連絡本部と異なる編制であるが州司令部と同列に扱われている。

## 歴代司令官
司令官は通常、陸軍准将が指定される。これはベルリン駐屯地区の駐屯部隊長（駐屯地区司令官）を務める。
| 代 | 氏名                                                        | 着任           | 離任           |
| -- | ----------------------------------------------------------- | -------------- | -------------- |
|    | ヴィクトル・フォン・ヴィルケン陸軍准将 Victor von Wilcken   | 2004年10月1日  | 2007年9月30日  |
|    | クリスティアン・ヴェストファール陸軍准将 Christian Westphal | 2007年10月1日  | 2009年12月16日 |
|    | ペーター・ブラウンシュタイン陸軍准将 de:Peter Braunstein    | 2009年12月16日 |                |